# Pluteaceae
Pluteaceae är en familj av svampar inom ordningen skivlingar. Familjen står för totalt 364 arter bland 4 släkten.